# Seigneurie de Commercy

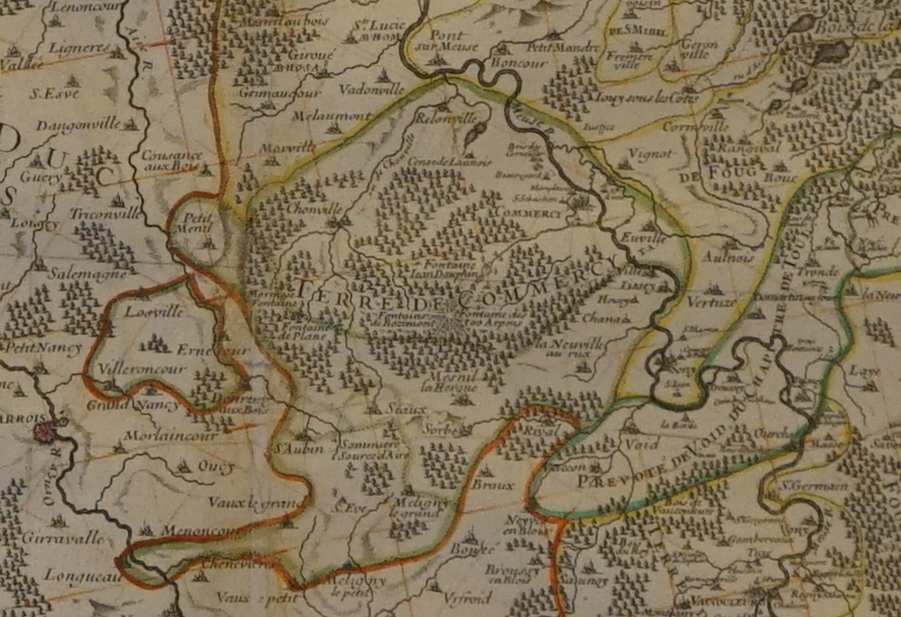
Partie de l'évêché de Toul.

La seigneurie de Commercy est une entité féodale formée à partir du Xe siècle autour de la ville de Commercy, de nos jours sous-préfecture du département de la Meuse. 
Commercy tire son nom de commarcha (ou commarchia), qui signifie « marche » (marcha), « territoire frontalier », du fait de sa position sur la Meuse, aux frontières de la Lorraine, du Toulois, du Barrois, du Verdunois, alors territoires de l'Empire, et  du comté de Champagne, fief du royaume de France, Commercy elle-même se trouvant dans l'Empire, dépendant du point de vue féodal des évêques de Metz.
La seigneurie de Commercy comprend le château, la ville et les villages voisins qui sont Lérouville, Pont, Chonville, Morville, Saint-Aubin, Méligny-le-Grand et le Petit, Ménil-la-Horgne, Laneuville-au-Rupt, Ville-Issey, Vaux-la-Grande, Vaux-la-Petite, Vignot, Reffroy, Saulx. 
À partir du XIIIe siècle, elle est divisée en deux, les seigneuries de Château-Haut, la principale, et de Château-Bas. Les seigneurs de Commercy, puis de Château-Haut, portent le titre de damoiseaux de Commercy. 
Au XVIIIe siècle, elle est réunifiée et nommée principauté de Commercy. En 1766, elle est intégrée au royaume de France, en même temps que les duchés de Lorraine et de Bar.

## Premières mentions de Commercy
La plus ancienne mention de Commercy se trouve dans une chronique d'Éginhard, auteur de la première biographie de Charlemagne. Cette chronique datée de 823 indique « au diocèse de Toul, en la ville de Commercy, il y eut une fille âgée de douze ans, laquelle, après avoir reçu le précieux corps de notre sauveur J-C, à Pâques, fut par dix mois sans manger pain, et depuis fut trois ans sans boire, et après lesdits trois ans, en novembre 825, retourna à la manière et façon des autres, buvant et mangant ". Une autre mention ancienne date de 827 ou 831 lorsque Louis le Pieux s'arrête à Commercy lors de son voyage de retour d'Ingelheim après une assemblée tenue à Worms. 
On trouve ensuite une charte de saint Gérard de 967 citant un seigneur de Commercy nommé Louis. 
La ville est encore mentionnée au IXe siècle lors de sa cession par l'empereur d'Allemagne à l'évêché de Metz, et les évêques eux-mêmes la confièrent à des seigneurs afin d'en garantir la sûreté. 
À cette époque la ville se compose d'un château entouré de fortifications et servant de citadelle aux habitants. En avant des fossés se situe un "pâquis", c'est-à-dire des pâturages (plus tard place du « fer à cheval »), non loin du château se trouvent quelques habitations ainsi que la halle et la hallotte (où sont tuées et débitées les bêtes) formant le cœur de l'ancienne Commercy ; les abords de l'église contiennent un cimetière et des habitations peu nombreuses, bourgeons d'un futur faubourg. À l'emplacement du quartier "Breuil", séparé de la ville par un  étang, s'élèvent un couvent de filles et quelques fermes,,.

## Commercy auXIesiècle
Une chronique signale qu'en 1037, lors de la prise de la ville par le comte de Champagne Eudes II de Blois, un moine nommé Gervinus courut à Verdun avertir Richard abbé de l'abbaye de Saint-Vanne pour venir faire entendre raison aux deux belligérants. Mais ils revinrent trop tard à Commercy, alors que la ville et l'église brûlaient. Ils réussirent à sauver les reliques de saint Pantaléon et de saint Étienne qu'un soldat tentait de voler (selon la tradition, la relique de Pantaléon de Nicomédie avait été rapportée d'Orient par un des seigneurs de Commercy qui y avait accompagné l'archevêque Brunon de Cologne. En plus des dommages infligés à la ville, le couvent de "Breuil" fut dévasté, les religieuses durent le quitter et une partie d'entre elles partirent à Verdun, les autres rejoignirent dans le Dauphiné un monastère nommé Notre-Dame de Commercy puis abbaye de Vernaison. Quelque temps plus tard les bâtiments laissés à l'abandon furent utilisés par des moines bénédictins de l'abbaye de Molesme avec l'accord de Pibon, évêque de Toul qui leur en fit la donation, et l'acte de cette cession sera considéré par les moines comme l'acte de fondation de leur monastère.
En 1071 les villageois vont assiéger la ville de Toul mais se heurtent au comte Gérard Ier de Vaudémont qui les force à la retraite. Pour éviter que cela se reproduise l'évêque de Metz propose d'échanger Commercy contre l'abbaye de Bouzonville qui appartenait au duc Thierry II, mais aucun accord ne put être trouvé.

## Commercy auXIIesiècle
Les moines de Breuil profitèrent de la nomination sur le siège épiscopal de Richwin de Commercy, fils du seigneur du lieu, pour lui demander et obtenir le patronage de la cure de l'église de la ville, demande qu'ils n'oublièrent pas de faire renouveler en 1136 par l'évêque Henri Ier de Lorraine, et en 1115 ils devenaient seigneurs d'une partie de Ville-Issey. La bonne entente devait prendre une autre tournure lorsqu'en 1186 Simon de Commercy fit des dons importants à des chanoines séculiers, il fallut l'intervention de l'évêque pour faire signer aux deux parties un traité de paix.
Au cours du XIIe siècle les seigneurs de Commercy font d'importantes donations aux abbayes des environs, après avoir donné l'usage des bois de Morley à celle de Jovilliers (nommée alors Jeand'Heurs), Simon donne la terre de Frosley à celle d'Écurey en 1188.

## La maison de Broyes (1144-1265)
Simon II de Broyes (Simon Ier de Commercy) entre en possession de Commercy à l'occasion de son mariage avec Nicole, fille de Renaud de Traves et d'Élisabeth de Salins et petite-fille d'Humbert III de Salins (fin du XIIe siècle). Simon est le fils d'Hugues III seigneur de Broyes, Châteauvillain, Arc-en-Barrois, Baye, Neele, Villenose et Champigny-sur-Aube (localités sises alors au comté de Champagne, royaume de France), devenu seigneur de Commercy (dans l'Empire) lors de son mariage vers 1144 avec Stéphanie de Bar-Commercy, dame de Commercy (citée en 1141), fille de Renaud Ier, comte de Bar. Afin d'assurer son emprise sur la ville Simon accorde d'importantes libéralités aux maisons religieuses et en 1186 il finance de façon importante une collégiale de chanoines séculiers composée d'un prévôt et de onze chanoines, il leur offre "deux fours banaux", "quarante sous annuellement sur le droit de foire", des corvées (sur la terre Saint-Pantaléon, sur la terre sous la Perrière, sur les prés à Brassieux), des dîmes (sur les anguilles, les sangliers, les cerfs, les vignes, les fruits, le vin, les troupeaux, le moulin de Commercy), des biens à Vadonville, les cens sur la châtellenie de Commercy, des muids sur les moulin de Morlay et de Commercy et des usages sur des terres à Commercy et à Morlay  "soit pour bâtir leurs maisons, soit pour leurs ustensiles" ; de son côté l'évêque de Toul Pierre de Brixey participe en offrant les églises de Vadonville, Malaumont, Chonville et Saint-Aubin. Dans la même donation il est stipulé que les chanoines devront prendre en charge spirituellement les lépreux de Commercy ainsi que leur famille et auront la gestion de la "grange aux lépreux, près de Saint-Aubin". Après ces donations Simon combla l'abbaye d'Écurey en lui confiant les terres de Frosley et de Morley où les religieux bâtirent bientôt un moulin. 
Des deux premiers fils de Simon, l'aîné, Hugues IV continue la lignée des seigneurs de Broyes, et le cadet, Gaucher Ier de Broyes-Commercy, poursuit les seigneurs de Commercy. En 1243 Gaucher Ier affranchit les habitants de Laneuville-au-Rupt, puis en 1248 ses fils Gaucher II et Henri rendirent foi et hommage pour le fief de Commercy à l'évêque Jacques de Lorraine. Parmi les enfants de Gaucher Ier de Broyes-Commercy, on trouve Simon (II) de (Broyes)-Commercy (gendre de Simon III comte de Sarrebruck en tant qu'époux de sa fille Mahaut/Mathilde, et père de Simon IV de Sarrebruck, II (ou III) de Commercy, (Ier) de Sarrebruck-Commercy ci-dessous), puis Gaucher II seigneur de Commercy et Henri seigneur de Montrivel, qu'on vient d'évoquer.

## La maison de Sarrebruck (1265-1444)

### Débuts de la maison de Sarrebruck
En 1265, par le mariage d'Elisabeth de Broyes dame de Commercy, mal connue — fille ou petite-fille supposée de Gaucher II ci-dessus — avec son cousin Simon IV comte de Sarrebruck/Simon II (ou III) seigneur de Commercy, fils de Simon (II) de (Broyes)-Commercy et de Mahaut héritière de Sarrebruck ci-dessus, la seigneurie de Commercy entre dans les possessions des  comtes de Sarrebruck de la Maison de Broyes-Commercy. C'est ainsi que le comte Simon IV reçoit l'investiture des terres de Commercy en 1277. En 1289 il assiste à l'assemblée de Saint-Mihiel qui traitait des querelles entre le comte de Bar et l'abbaye de Beaulieu ; l'année suivante il est témoin de l'accord conclu entre le duc de Lorraine et l'abbesse de Remiremont. 
Le successeur de Simon IV, son fils Jean Ier comte de Sarrebruck et seigneur de Commercy, se reconnaît "homme" du duc de Lorraine Ferry III puis à partir de 1301 il rend hommage à l'évêque de Verdun. Le 13 octobre 1318, après avoir contracté un mariage avec Mahaut d'Apremont issue d'une puissante famille tenant une importante baronnie, Jean Ier se lie au roi de France Philippe V en s'engageant à reprendre en son nom la terre de Commercy : "Le comte reprendra du Roi sa terre de Commercy, c'est à savoir ce qu'il a à Vignoy, à Pont, sans la rivière, ce qu'il a à Hueville, à Aulnois, Ville-Issey, la ville de Neuveville-la-grande et la petite, la maison et la ville de la Horgne, ce qu'il a en la ville de Mesnil, Brossy-en-Blois, la garde de la ville de Velleroy, ce qu'il a à Méligny-le-petit, le grand, Vaux-la-grande, la petite, à Saulx, à St-Aubin, Domremy, Malaumont, la garde de l'abbaye de Rievaux et des granges de ladite abbaye, séant en la terre de Commercy, la garde de la maison de Sommières, celle de Launoy, ce qu'il a à Chonville, Lérouville, excepté quatre-vingt livres de terre ès-dits lieux tenues par Hugues de Châlons… et le Roy lui a octroyé qu'il ne peut mettre le fief hors de sa main par quelque manière que ce soit…" ; en complément il s'engage formellement en 1335, avec l'aval de l'évêque de Metz Adhémar de Monteil, en ajoutant le "droit de Récept" dans son château : "nous comte de Sarrebruck et sire de Commercy ci-dessus dit, pour nous et nos successeurs, avons octroyé, baillé, délivré et transporté au Roi, notre dit seigneur, pour lui et ses successeurs, rois de France, et pour leurs gens et pour toujours, retraite dans notre dit château et forteresse de Commercy, chaque fois qu'il plaira audit Roi, notre seigneur, et à ses gens, et à aesdils successeurs, sans contradiction ou empêchement, loyalement et en bonne foi et sans opposition de qui que ce soit, en outre, nous voulons et octroyons à jamais que lot sergents et autres à ce commis de notre très cher seigneur, le roi de France, et de ses successeurs, puissent demeurer à Commercy pour garder les défilés et les passages, afin qu'il n'y passe rien sans la permission du Roi ou de son bailli de Vitry". Le comte Jean Ier affranchit les habitants de Commercy en 1324 ; deux ans plus tard, en 1326, il règle sa succession en donnant Commercy (le Château-Haut : seigneurie principale des damoiseaux) et ses dépendances à son fils cadet Jean II de Commercy, et le comté de Sarrebruck ainsi qu'une portion de Commercy dite "la part de Sarrebruck ou le Château-Bas" à son petit-fils le comte Jean II de Sarrebruck/Jean IV de Commercy, fils de son fils aîné le comte héritier Simon (Ier ou II de Sarrebruck-Commercy, (V) de Sarrebruck,  III (ou IV) de Commercy ; prédécédé dès 1325).

### Château-Haut et Château-Bas
La "part de Sarrebruck ou le Château-Bas" rassemblait les biens suivants : "Les appartenances de Sarrebruche et toutes les terres venant de son ayeul, situées en Allemagne. La terre de Morley. Vignot. La grange de Sommières. Moitié du bois de Tronz. Le Crochet, le Charmoie. La corvée de Rambausel. Le petit meix de la Soulcière. La maison de Hurtebise avec les usages y attachés dans les bois. Tous les prés de son aïeul en Brassieux et à Salagne. Les basses maisons entre le donjon et le moustier des chanoines avec faculté de faire un donjon sauf ne préjudicier à personne. Des granges et marchaucies sous le châtel. Moitié de la grange vers Meuse et les boucheries devant la marchaucie jusqu'à la Parois. La place de treize pieds entre la boucherie et la grange par l'issue aux Chiens. Les maisons vers les fossés jusqu'à la paroi qui va de la salle à la chambre par les fossés et la marchaucie. Le droit au pourpris, derrière le donjon des basses maisons ; celui qui va à la rivière et aux porteries, jusqu'à ce que Simon ait fait l'équivalent des maisons qui s'y trouvent. L'eau que l'on dit le ban des Vieux-Moulins jusqu'aux moulins de la porte ; en outre toute la rivière qui est au-dessus et qui appartient au châtel de Commercy. Le droit de pêche des anguilles au moulin de la porte, sans pouvoir pêcher au-dessous du pâquis devant les moulins. Moitié de Commercy". Par cette décision la seigneurie de Commercy devenait pour moitié le lot de la branche aînée de la Maison de Sarrebruck. Par le mariage en 1353 de Jeanne de Sarrebruck-Commercy († 1381) fille de Jean IV-II († 1381 un peu avant sa fille), avec Jean Ier comte de Nassau-Weilburg (1309-1371), cette part passa à la maison de Nassau : vinrent alors s'installer à Commercy des chevaliers et écuyers allemands qu'il fallut pourvoir en fiefs simples, c'est-à-dire sans château, ils prirent donc possessions des villages proches. Un de ces fiefs, dit des Allemands, était constitué d'un manoir situé au centre de la ville près de l'église : c'était à l'origine une des granges du château ; l'écuyer qui l'occupa était un seigneur de Waldecker, de là vint le nom de "fief de Waldeck". 
Philippe Ier comte de Nassau-Weilburg et de Sarrebruck, après avoir hérité la seigneurie de Commercy-Château-Bas de sa mère Jeanne de Sarrebruck-Commercy ci-dessus, fait rénover le château, nommé alors le Château-Bas par opposition au Château-Haut (appartenant à l'autre branche, celle des damoiseaux), qu'il entoure d'une enceinte et de tours ; de leur côté ses cousins du Château-Haut, Simon III et Amé Ier, tentaient de l'empêcher dans son entreprise en faisant valoir que Philippe n'avait le droit que : "de faire un donjon et non pas chastel ne plus grande forteresse" ; afin de faire taire les querelles il fut convenu en ce qui concernait Philippe : "que le donjon, les braies, le pont, la poterne, pour yssir hors par devers les champs, et les cycles de la poterne, pourraient être élevés sans autre agrandissement ; que la maison lui appartenant, sise au-dessous du château, lui serait rendue ; que le chemin, entre le cimetière de l'église et les braies du château, pour aller à la Grange et Marchaucie, ne serait plus entravé ; enfin que ses sujets particuliers, qui ne seraient pas partis avant deux ans, deviendraient communs." ; en 1403 Philippe abandonne à Amé Ier le chemin et ses alentours en échange de la possibilité pour lui de continuer les fortifications, de s'approprier la porte "Bellependst" et la tour "le chapiron" mais aussi de racheter les maisons situées à proximité de son château. Afin de s'assurer une protection réciproque les deux seigneurs de Commercy ratifient un traité d'aide et de bonne entente le 16 mai 1403 en présence de Raoul de Coucy, évêque de Metz et du duc Robert Ier de Bar : "Nous Philippe comte de Nassaw et de Sarrebruche et Ameis de Sarrebruche, seigneur de Comarcey et de Venizy faisons savoir et connaissance à tous ceux qui ces présentes lettres verront et orront que nous les parties susdites par commun accord par diligent traité et mure délibération sur ce eue par l'avis et conseil de nos seigneurs et communs amis pour bien de par durable paix de accord et benigne volonté et tranquillité que nous desirons a toujours mais être entre nous et nos hoirs qui après nous seront avons fait et juré faisons et jurons nous et un chacun de nous pour nous nos hoirs et successeurs après nous une bonne et loyale bourgfritte sure c'est-à-dire un bon et loyal assurement qui sera dit et appelé trêve et sera tenue et wardée en nos forteresse et ville de Comarcey…".
La branche cadette de Commercy-Sarrebruck, qui tenait la seigneurie de Commercy-Château-Haut est formée par des sires appelés les damoiseaux de Commercy : Jean II ci-dessus, père de < Simon IV (V) ou II (III) et Jean III < Simon V (VI)-III (IV), et Amé Ier < Robert Ier (alias le Damoiseau de Commercy, un aventurier redoutable, chef des Ecorcheurs) x 1417 Jeanne de Pierrepont comtesse de Roucy et comtesse de Braine, dame de Montmirail, fille du comte Jean VI de Roucy-Braine : il devient alors le comte Robert III de Roucy et VII de Braine < Amé II < Robert II, comte Robert IV de Roucy et VIII de Braine < Amé III. Cette branche s'éteint en 1525 avec le décès d'Amé III de Sarrebruck-Commercy qui n'avait eu qu'un fils, Robert, mort en bas âge ; c'est donc sa sœur Philippine qui hérite du Château-Haut et de Montmirail, et les apporte à son époux Charles de Silly, seigneur de Rochefort-en-Yvelines : voir plus bas la suite du Château-Haut (les sœurs de Philippine se partagent le reste de la succession : notamment, Catherine obtient Roucy et Pierrepont, et Guillemette, Braine).  
Quant à "la part de Sarrebruck, Château-Bas", elle continue avec Louis d'Anjou, fils de René d'Anjou et d'Isabelle Ire de Lorraine, qui achète le Château-Bas en 1444 à Jean II de Nassau-(Weilburg)-Sarrebruck, fils cadet de Philippe Ier ci-dessus (l'aîné, Philippe II, continue les comtes de Nassau-Weilbourg).

## Château-Bas de 1444 à 1762
En effet, Jean II de Nassau-(Weilburg)-III comte de Sarrebruck-V de Commercy vend le 3 février 1444 la seigneurie du "Château-Bas" à Louis marquis de Pont-à-Mousson, fils de René d'Anjou et d'Isabelle Ire de Lorraine ; après son décès sans enfant, ses biens commerciens sont remis à son père René d'Anjou qui nomme un gouverneur le 12 avril 1466 en la personne de Jehan de Sevigny avec le titre de "châtelain, prévôt, receveur et gruyer" ; à cette époque est réalisé un recensement de la population de Commercy.
Après le décès du roi René la seigneurie de Commercy-Château-Bas fait partie des possessions de son petit-fils le duc René II de Lorraine. Celui-ci entre en guerre contre Charles le Téméraire qu'il défait au siège de Nancy, en 1477, avec l'aide de Nicolas de Montfort. Ce dernier est membre d'une famille noble italienne qui se hissa jusqu'au rang de vice-roi d'Italie. 
En remerciement de ses services René nomme Nicolas de Montfort conseiller et chambellan et lui donne, entre autres, la seigneurie de Château-Bas le 5 juillet 1472 : "René par la grace de Dieu roi de Jerusalem, de Sicile, d'Arragon, de l'Île de Sicile, de Valence, Maillorques, Sardaigne et Corseque, Duc d'Anjou, de Bar et Comte de Barcelonne, de Provence, de Forcalquier, de Piemont. À tous ceux qui ces présentes lettres verront, Salut. Comme par autres nos lettres patentes et pour les causes contenues en icelles nous ayons donné et octroyé à notre très cher et feal conseiller et chambellan Nicolas de Montfort comte de Campbas, en notre royaume d'Italie, nos ville, châtel, terre et seigneurie de Commercy, en notre dit duchié de Bar, à sa vie durant…". En 1478, Nicolas de Montfort, comte de Campobasso, seigneur de Commercy, revend sa seigneurie du Château-Bas au duc de Lorraine René II. 
En 1487 le duc René remet en récompense la seigneurie de Commercy-Château-Bas à son grand-écuyer Gérard d'Avillers. À cette époque Château-Bas est en mauvais état et ne consiste guère qu'en une grosse tour ronde, aussi Gérard d'Avillers entreprend d'importants travaux. Il achète tout d'abord une grande quantité de terrains puis fait élever une nouvelle tour carrée et des fortifications constituées de murailles, de tourelles et d'un pont-levis. À sa mort en 1526, sans enfants de sa femme Marguerite d'Haraucourt, la seigneurie retourne encore une fois au duc de Lorraine. 
Jacques de Larban, dit de Villeneuve, est un chevalier, seigneur de Beauvoisin dans le Gard et gentilhomme au service du duc Antoine de Lorraine. Il épouse Philippine d'Anneville, fille de Jean d'Anneville bailli de Bar qui lui apporte la terre de Kœur. Le 19 août 1530 le duc Antoine lui échange contre celle de Commercy : "…nous Renée Duchesse, désirons ravoir et avons affection à ladite maison de Kœurs pour notre état, comme lieu à nous, plus agréable, délectable, plus solacieux et récréant à notre état que ladite seigneurie de Commercy". Jacques de Larban devient donc seigneur de Commercy-Château-Bas, possession qu'il laissera à sa fille Antoinette en 1542. Antoinette épouse Jean d'Urre, seigneur de Thessière, maître-d'hôtel ordinaire du duc de Lorraine et capitaine "des châteaux, villes et châtellenies de Foug", en 1545, par décision de Christine de Danemark alors duchesse de Lorraine. À la mort d'Antoinette le 29 octobre 1570 la seigneurie est transmise à son fils Charles († 1629, honoré pour sa piété et sa bienfaisance) mais Jean d'Urre en conservera le titre seigneurial jusqu'à sa mort en 1587. La fille de Charles, Dorothée d'Urre de Teyssières épouse Jean des Armoises < Louis grand-sénéchal de Lorraine < Pierre Louis Joseph des Armoises, qui échange en 1722 Commercy-Château-Bas au duc Léopold contre le marquisat de Spincourt : voir plus bas.

## Commercy dans les guerres de 1542 et 1652
En 1542 l'empereur Charles Quint tente une incursion dans le duché de Lorraine et marche sur Commercy : aussi, pour assurer sa défense, le gouverneur du château s'applique à mettre celui-ci en état de siège. Malgré tout le duc de Guise entre dans la ville en 1544, la halle est incendiée, les tours du château démantelées, les digues détruites ainsi que le pont de pierre et l'église des chanoines utilisée comme corps de garde. Les envahisseurs restent deux mois, après quoi ils quittent la seigneurie. 
Pendant la Fronde, 1652 va voir "l'armée des princes" commandée par Condé, venir s'emparer de Bar et de Ligny et par la même occasion mettre le siège devant Commercy. L'ennemi avait envoyé quarante dragons pour recevoir la reddition du Château-Haut ; cela fait, une garnison de cinq cents hommes avec à sa tête le baron de Berlot prend possession de la ville. Dans le même temps des troupes françaises viennent d'arriver dans les environs et un ancien militaire de Commercy connu sous le nom de "la Grande Rose" se propose pour entrer en contact avec elles et les introduire dans la place. Le 4 décembre, à cinq heures du matin, plusieurs escadrons escaladent les murailles et prennent le corps de garde. Le Château-Haut est le lieu de rudes combats qui durent jusqu'au 6 décembre. Alors la ville est soumise au pillage tant des envahisseurs que des troupes françaises ; la population n'a que le temps de fuir. Pendant tout ce temps le baron de Berlot était resté dans le Château-Bas qu'il avait fait fortifier. Le pillage terminé il se rend maître de la ville, qu'il devait quitter le 8 juillet 1652 pour être remplacé par le commandant Dumont et quatre-vingts hommes. Apprenant cela les Français tentent une nouvelle incursion dans la ville. Profitant d'une fenêtre ouverte dans la muraille quelques soldats pénètrent dans la ville et ouvrent une porte dans la rue de Chanoines pour permettre à d'autres de les rejoindre. Tous se cachent dans l'église et attendent le passage de la ronde de nuit afin de s'emparer des clés permettant d'ouvrir les portes de la ville. Après avoir neutralisé le guet, les Français se rendent au pied des murailles du Château-Bas et entreprennent de desceller quelques pierres de la muraille. Pénétrant dans le donjon ils forcent les occupants à faire retraite dans la Tour-Noire beaucoup plus difficile à prendre mais dépourvue d'artillerie. Après toute une nuit de fusillade la garnison se rend à six heures du matin et sort honteuse sous les moqueries de ceux qui tenaient encore Château-Haut qui leur crient "qu'il n'y avait pas de quoi épouvanter un agneau et qu'on a fait peur à un mouton". Puis c'est au tour du Château-Haut d'être l'objet d'un siège des Français, ceux-ci construisent un pont de bateaux sur la rivière ainsi qu'un chemin couvert depuis la chapelle Sainte-Anne. Une batterie de canons est installée devant la même chapelle et ouvre le feu dès le 25 juillet à quatre heures du matin. Fort peu nombreux et moins bien armés, les occupants de Château-Haut se rendent à seize heures.

## Château-Haut de 1525 à 1720[5],[6]

### La maison de Silly
Philippine de Sarrebruck-Commercy, qui avait hérité de Commercy-Château-Haut en 1525 (voir plus haut) épouse en  1504 Charles de Silly et lègue à sa mort le Château-Haut à leur fils cadet  Jacques, † en 1570 ; celui-ci, n'ayant pas eu d'enfants de son épouse Claude d'Annebaut, transmet Château-Haut à ses neveux (fils de son frère aîné Louis de Silly) Henry de Silly de La Roche-Guyon (sa postérité s'arrête avec son fils François duc de La Roche-Guyon, † en 1628), et Antoine de Silly seigneur de La Rochepot et de Montmirail. À cette époque Château-Haut est constitué de quelques maisons et rues de Commercy ainsi que de droits sur Pont-sur-Meuse, Lérouville, Laulnois, Chonville, Saulx, Saint-Aubin, Erize-Saint-Dizier, Vaux-la-Grande et la Petite, Reffroy, Meligny le Grand et le Petit, Menil-la-Horgne, Ville-Issey, Laneuveville-au-Rupt, Bouveron, Royaumeix, Menil-la-Tour, Dommartin-au-Fort, Villeroy et Euville. L'acte le plus important des deux frères fut la "charte des bouchers" qui contenait les droits et les devoirs de cette profession à Commercy. Henry de la Roche-Guyon épousa Antoinette de Pons, marquise de Guercheville, de qui il aura François qui gouvernera la seigneurie avec son oncle Antoine. Après la mort d'Antoine de Silly en 1609, ce sont ses filles Madeleine († 1639, dame de La Rochepot, épouse de Charles d'Angennes du Fargis) et Françoise-Marguerite de Silly († vers 1626, épouse de Philippe-Emmanuel de Gondi comte de Joigny et général des Galères) qui sont damoiselles, puis leurs fils respectifs damoiseaux : Charles d'Angennes († août 1640 au siège d'Arras), et Jean-François Paul de Gondi dit le cardinal de Retz († 1679) : ils gouvernèrent Commercy-Château-Haut conjointement avec François duc de La Roche-Guyon ci-dessus († 1628 au siège de La Rochelle). 

### Le cardinal de Retz

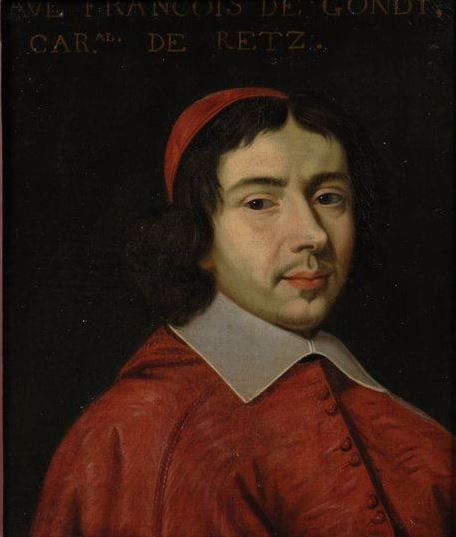
Le cardinal de Retz.

C'est peu de temps après son renoncement à l'archevêché de Paris — en échange de l'abbaye de St-Denis — que Jean-François Paul de Gondi, le fameux cardinal de Retz, vient se réfugier en 1662 à Commercy, qu'il avait hérité de sa mère et de ses cousins François de Silly et Charles d'Angennes en 1640. Il fait réparer et modifier considérablement le Château-Haut, qui avait bien souffert ces dernières années, pour en faire un lieu de villégiature. Pendant la durée des travaux le cardinal loge chez Mr de Tailfumyer, en haut de la rue des chanoines, et la ville fait tout son possible pour rendre la vie facile à cet illustre personnage ainsi qu'à toute sa maison composée d'une soixantaine de personnes (depuis l'intendant Hypolithe Rousseau de Chevincourt jusqu'à une cantatrice, Mme Chastellet). Le cardinal de son côté s'attache à s'occuper au mieux de l'intérêt de ses vassaux. Pendant son séjour à Commercy il participe à la création de la confrérie de la Charité (organisation humanitaire fondée à Paris en 1665) et obtient du duc de Lorraine qu'un dépôt de sel soit constitué dans la ville, évitant aux habitants d'avoir à se déplacer jusqu'aux salines de la Meurthe. 

### Anne de Lorraine
Devant faire face à d'importantes dépenses pour continuer à entretenir son train de vie, le cardinal de Retz est contraint de vendre le 29 juillet 1665 le Château-Haut à la princesse Anne, † 1720, fille du duc Charles IV de Lorraine et de Béatrix de Cusance, épouse en 1660 de François-Marie de Lorraine, prince de Lillebonne († 1694), fils de Charles II d'Elbeuf (Maison de Guise-Lorraine) et petit-fils maternel du roi Henri IV. Le cardinal de Retz continua à vivre à Commercy, dont il fut le dernier damoiseau héréditaire, et à faire ses promenades en forêt : c'est pourquoi dans les dernières années de sa vie la ville fit aménager un chemin jusqu'à la fontaine royale : ce chemin prit le nom de "la Cardinale" (aujourd'hui route forestière du Cardinal en prolongement de l'allée des Tilleuls).

## La principauté de Commercy (XVIIIesiècle)
Nouveaux damoiseaux par leur acquisition, le prince et la princesse de Lillebonne auraient dû jouir paisiblement de la seigneurie de Commercy-Château-Haut, mais c'était sans compter avec Louis XIV, qui après avoir mis la main sur les Trois-Évêchés (qui sont Metz, Toul et Verdun) revendique la seigneurie de Commercy,  qu'il obtient en 1680 après que la chambre royale de Metz a établi que depuis longtemps le seigneur de Commercy rendait hommage à l'évêque de Metz et que par conséquent il en dépendait encore actuellement. Peu après la fin de l'invasion de la Lorraine par la France (occupations françaises de 1633-1641-1661 puis de 1670 jusqu'au traité de Ryswick de 1697), la princesse de Lillebonne fait don le 1er mars 1699 de ses droits sur Commercy à son fils Charles-François (ce nouveau damoiseau prend le titre de prince de Commercy, † 1702) qui, à son tour, les transmet à son cousin le duc Léopold Ier de Lorraine en 1702. Cette passation, contestée par la France, est confirmée en 1707 par la chambre royale de Metz. 
- En 1708, le duc Léopold confie la seigneurie du Château-Haut à Charles-Henri de Lorraine comte puis prince de Vaudémont, † 1723, cousin germain de son père le duc Charles V, frère d'Anne princesse de Lillebonne, fils de Charles IV et oncle maternel du premier prince Charles-François ci-dessus. Il prend aussi le titre de prince de Commercy : Commercy devient alors la capitale d'une petite souveraineté dans l'orbite du duché de Lorraine. Charles-Henri réalise d'importants travaux qui donnent à la ville son aspect actuel (rue d'Orléans, avenue des Tilleuls, place du Fer à Cheval, rue du Breuil…), aménage la forêt proche, transforme complètement l'ancien Château-Haut  et modifie la constitution dite "des Damoiseaux" qui régissait la communauté jusqu'alors. C'est ainsi que le 27 septembre 1712 il ordonne la création d'un Hôtel de Ville avec à sa tête un maire, un conseiller-clerc, un conseiller-noble, un lieutenant premier échevin, un procureur-syndic, un receveur, un secrétaire et deux doyens.
En septembre 1722, le duc de Lorraine Léopold Ier acquiert la seigneurie du Château-Bas aux termes d'un échange avec Pierre-Louis-Joseph des Armoises (voir plus haut) contre soixante-dix mille livres et le domaine de Spincourt érigé en marquisat en 1723. Les deux seigneuries de Commercy sont alors réunies dans la principauté, car Léopold cède l'usufruit du nouvel accroissement à Charles Henri de Lorraine-Vaudémont, déjà maître du Château-Haut comme on vient de le voir, mais celui-ci meurt dès janvier 1723.
Après le décès du prince de Vaudémont et de Commercy, Charles-Henri de Lorraine, en janvier 1723, la seigneurie retourne au duc de Lorraine Léopold († 1729) puis à son fils François III Etienne (1708-1765). La duchesse douairière Élisabeth-Charlotte, sœur du Régent et nièce de Louis XIV, après la renonciation de son fils François III Etienne à la Lorraine en 1737 (l devient l'empereur François Ier en 1745), reçoit la principauté de Commercy comme un demi-exil : "Leurs majestés cèdent et abandonnent à S. A. R. Madame la Duchesse douairière de Lorraine, les ville, château et principauté de Commercy et d'Euville, avec les lieux et villages ci-après déclarés, savoir : Chonville, Lérouville, Méligny-le-Grand, Ménil-la-Horgne, Saint-Aubin, Ville-Issey, Laneuveville-au-Rupt, la cense de Morville, Riéval, la cense de Launois, leurs territoires et dépendances, ensemble la seigneurie de Vignot et Malaumont et le comté de Sampigny consistant des villages dudit Sampigny, de Grimaucourt, de Ménilaux-Rois, Vadonville, Pont-sur-Meuse, la forge sous Commercy, avec leurs territoires et dépendances, pour jouir du tout par sadite A. R. en toute souveraineté par usufruit et pendant sa vie, ainsi et de même que le feu prince de Vaudemont en a joui ou dû jouir jusqu'à son décès…". Élisabeth-Charlotte, connue à Commercy sous le nom de "Madame Royale", s'installe dans sa ville le 14 mars 1737 et fait entreprendre des travaux au château sous la direction de Jadot, ingénieur et seigneur de Ville-Issey. Une grande partie de la cour ne trouva pas de place au château et dut loger en ville ainsi que la garnison des "gardes-du-corps"  qui se logea dans une maison rue des Fontaines. Afin de se garder son droit de justice elle créa un conseil d'Etat et une cour de Justice nommée "Cour des Grands-Jours". 
À la mort de Madame Royale le 23 décembre 1744 à Commercy, le nouveau duc de Lorraine et de Bar, Stanislas Leszczynski, beau-père du roi de France Louis XV, très impatient, prend possession de Commercy pour l’embellir et y créer d'extraordinaires jardins. 
À la mort de Stanislas en février 1766, Louis XV hérite de la principauté de Commercy en même temps que des duchés de Lorraine et de Bar.

## Institutions ecclésiastiques

### Le prieuré de Breuil
Breuil, ou Broïlum, était à l'origine un terrain vague surélevé situé entre la forêt et la ville, il était situé entre deux chemins nommés pour l'un "la grande rue de Breuil" et pour l'autre "la tranchée" qui était la prolongation de la "rue de l'étang". Son emplacement, qui convenait à la prière par son éloignement des habitations, le laissait à la merci des exactions des brigands et des soldats car situé hors des murailles de Commercy. Occupé dans les premiers temps par des femmes, celles-ci le délaissent vers la fin du XIe siècle et sont remplacées par des moines vers 1096. Ces religieux étaient dirigés par un prieur nommé par l'abbé de Molesme dont l'abbaye était la "maison mère" de Breuil. De quatre ou cinq membres à la fondation, ils furent jusqu'à une dizaine dont les tâches étaient de prêcher, confesser et catéchiser. Petit à petit ce quartier se peupla grâce à la cession par les religieux des terrains proches du prieuré, à des prix modiques : un nouveau quartier sortit de terre. Le prieuré en lui-même était petit et formait avec l'église un carré dont l'intérieur servait de cloître. À l'est se trouvait la sacristie ainsi qu'un dortoir, un réfectoire et la salle du chapitre à l'étage. L'aile ouest rassemblait la cave, la cuisine, une grande salle et deux petites chambres. L'aile en retour contenait la procure (office du procureur) et des chambres pour les étrangers.
Liste des prieurs de Breuil :
- 1150, Willaume Chardon.
- 1195, Hugues De Semostiers.
- 1235, Jacob.
- 1291, Jehan.
- 1326, Jehan de Apprei.
- 1332, Willaume De Champupin.
- 1438, Laurent Lallemand.
- 1469, Jehan de Saint-Belin.
- 1480, Guillaume Cornet.
- 1489, Pierre de Montereuil ou de Monserend.
- 1515, Jehan Tabouret.
- 1530, François de Cartula, mort assassiné.
- 1534, Jacques de Baleire.
- 1534, Antoine de Castelletto, ou du Chastelet.
- 1549, Louis des Massues, religieux de Sainte-Colombe de Sens.
- 1561, Gille Ricquechier.
- 1574, Bernard du Poy Montelier ou du Roy Montelar, écuyer, docteur en droit.
- 1581, Gille Ricquechier.
- 1599, Claude Ricquechier, neveu du précédent.
- 1620, Romain Henry.
- 1623, Mathieu Jacquesson.
- 1627, Firmin Rainssant, né à Suippe en Champagne, mort en odeur de sainteté près de Dinan, le 8 novembre 1651.
- 1638, Haraucourt, mort à Bar-le-Duc, le 17 février 1662.
- 1645, Pierre Guichard.
- 1653, Henry Hennezon, élève de Breuil, il devint abbé de Saint-Mihiel.
- 1654, Mathieu Galliot.
- 1672, Jean-Baptiste Picard.
- 1690, André Rouyer, né à Verdun.
- 1699, Benoit Regnault, de Saint-Mihiel.
- 1708, Nicolas Maillot.
- 1711, François Guillaumé.
- 1714, Charles Georges.
- 1719, Mathieu Rosselange, conseiller-clerc.
- 1721, Hyacinthe Lafauche.
- 1740, Hilaire Laurent.
- 1746, Amand d'Hauzécourt, de Bar-le-Duc.
- 1753, Jérôme Gillet, de Saint-Mihiel.
- 1755, Jean Lequeux.
- 1766, De Perrache Dampus, chanoine de Toul.
- 1769, Charles-François Fromentin, chanoine et archidiacre de l'Église de Metz.
- 1774, Jacques Parmentier, de Sarrebourg.
- 1775, Pierre Malard, de Commercy.
- 1780, Stanislas Duplessis.
- 1785, Maugenre.
- 1790, Jean-Baptiste Aubry.

### La collégiale Saint-Nicolas
À ne pas confondre avec l'église Saint-Pantaléon. Les terres du chapitre commençaient près de son église située à côté du château, elles englobaient la Grande Place contiguë, la rue de la Poterne, la rue de la Coutotte, la place, la halle, la cour de Lorraine, etc. jusqu'à la rivière. Tout près du château les chanoines édifièrent une église (face à la rue des Chanoines nommée alors Grande Rue et à côté de la rue des Moulins), derrière se trouvait un bâtiment utilisé pour loger les demoiselles nobles mais pauvres et âgées. Le chapitre avait la qualité de nommer les instituteurs et devait fournir une de ses maisons pour servir d'école. Les biens du chapitre étaient assez considérables, ils consistaient en jardins (principalement situés à l'emplacement de l'actuelle rue des Colins) ; en cens (redevance foncière due au seigneur qui possède des titres sur la terre) à Breuil, Lériouville, Vignot, Chonville et Laneuveville-au-Rupt ; ils prélevaient un droit nommé "copelle" sur les vins ; ils possédaient des fermes à Commercy, Vignot, Ville-Issey, Laneuveville-au-Rupt et Saulx, ainsi que des rentes. À cela il fallait ajouter les revenus de plusieurs chapelles : la chapelle Sainte-Agnès fondée en 1345 par Agnès Buenin, la chapelle Notre-Dame de l'Annonciation, la chapelle de Saint-Christophe dite de la "vente" fondée par Simon II de Sarrebruck-Commercy, la chapelle Notre-Dame de Morlay fondée par Jean IV de Sarrebruck-Commercy, la chapelle de Saint-Jean dite chapelle matutinale fondée par les premiers seigneurs, la chapelle Sainte-Anne relevée par le duc Stanislas Leszczynski et la chapelle Saint-Raphaël fondée par le même Stanislas.
Liste des doyens et/ou prévôts de la collégiale :
- 1316, Esternes de Saulx, prévôt.
- 1332, Renault dit le Charreton.
- 1364, Richars de Chonville, doyen et curé de la Horgne.
- 1384, Jean Semil, doyen.
- 1406, Vauthier de Voy.
- 1431, Jacques de Vignot, doyen.
- 1435, Thiéry de Crincourt.
- 1517, Gille Ricquechier, doyen.
- 1548, Claude de Sévigny, doyen.
- 1559, Nicole Adam.
- 1561, Humbert Lapaillotte.
- 1600, Florentin Minel.
- 1627, Jacques Fleury, prévôt.
- 1633, J. Gérard.
- 1655, François du Laurens, nommé par le roi.
- 1640, François Jacquet.
- 1650, Gérard Mareschaudel.
- 1655, Didier Recouvreux.
- 1658, Nicolas Haraucourt, doyen.
- 1665, N.-J. de Tailfumyer, prévôt.
- 1666, François Hurbal.
- 1670, P. Réaville.
- 1692, Réné Herpon, syndic, puis doyen.
- 1694, Jean-Baptiste de Morlaincourt.
- 1699, Charles Coliquet.
- 1707, Jean-François Simonin.
- 1717, Gabriel-François du Puy d'Avrainville.
- 1719, J. Guillermin, prévôt.
- 1720, Léopold Mathieu.
- 1738, François Maillard, prévôt.
- 1740, Charles Greneteau.
- 1747, Léopold Mathieu.
- 1751, Jacques Fleury, prévôt.
- 1755, Joseph Roussel, doyen.
- 1759, Pierre de Gombervaux.
- 1760, Nicolas Gilbert, prévôt, Antoine Ragon, doyen.
- 1767, Gabriel de Mercy.
- 1789, Léopold-Clémeut d'Aboville, prévôt.

## Liste des chefs de la seigneurie de Commercy
Les dates sont celles des règnes sur la seigneurie de Commercy.
Seigneurs de Commercy de 1100 à 1326 :
- Ricuin de Commercy, seigneur vers 1100.
- Stéphanie de Bar-Commercy, fille de Renaud Ier de Bar, citée en 1141.
- Simon II de Broyes-Commercy, (? - 1202), fils de la précédente.
- Gaucher Ier de Broyes-Commercy, (1202 - 1244/48), fils du précédent.
- Gaucher II de Broyes-Commercy, (1244/48 - 1265), fils du précédent.
- Simon IV comte de Sarrebruck-Commercy, (1265 - 1297), beau-fils du précédent.
- Jean Ier comte de Sarrebruck-Commercy, (1297 - 1326), fils du précédent.

Seigneurs de Château-Haut à partir de 1326 : les damoiseaux :
- Jean II de Sarrebruck-Commercy, (1326 - 1344), fils de Jean Ier.
- Simon II de Sarrebruck-Commercy, (1344 - 1355), fils du précédent.
- Jean III de Sarrebruck-Commercy, (1355 - 1384), fils de Jean II.
- Simon III de Sarrebruck-Commercy, (1384 - 1393), fils du précédent.
- Amé Ier de Sarrebruck-Commercy, (1384 - 1414), fils de Jean III.
- Robert Ier de Sarrebruck-Commercy, (1414 - 1459), fils du précédent, comte de Roucy  et de Braine.
- Amé II de Sarrebruck-Commercy, (1459 - 1476), fils du précédent.
- Robert II de Sarrebruck-Commercy, (1476 - 1504), fils du précédent.
- Amé III de Sarrebruck-Commercy, (1504 - 1525), fils du précédent.
- Philippine de Sarrebruck-Commercy, (1526 - 1551), fille de Robert II, sœur du précédent.
- Jacques de Silly, (1551 - 1571), fils de la précédente.
- Antoine de Silly, (1571 - 1609), neveu de Jacques de Silly.
- Henry de La Roche-Guyon, (1571 - 1594), neveu de Jacques de Silly et frère du précédent.
- François de Silly duc de La Roche-Guyon, (1594 - 1628), fils du précédent.
- Madelaine de Silly, (1609 - 1636), dame du Fargis, et sa sœur de Françoise-Marguerite, (1609 - 1626), comtesse de Joigny (Gondi) : filles d'Antoine de Silly.
- Charles d'Angennes, comte de La Rochepot, (1636 - 1640), fils de Madeleine, petit-fils d'Antoine de Silly.
- le Cardinal de Retz, (1640 - 1665), fils de Françoise-Marguerite, petit-fils d'Antoine de Silly, cousin germain du précédent.
- Anne princesse de Lillebonne, (1665 - 1699), fille de Charles IV de Lorraine.
- Charles-François de Lillebonne, (1699 - 1702), fils de la précédente, prince de Commercy.
- Léopold Ier de Lorraine, (1702 - 1708 et 1723 - 1729), duc de Lorraine et de Bar, petit-neveu de Charles IV, cousin issu de germain du précédent.
- Charles-Henri de Lorraine, (1708 - 1723), prince de Vaudémont et de Commercy, fils de Charles IV, frère d'Anne de Lillebonne, grand-cousin du précédent.
- François III Etienne de Lorraine, (1729 - 1737), fils de Léopold, fils de la suivante
- Élisabeth-Charlotte d'Orléans, (1737 - 1744), ancienne duchesse de Lorraine et de Bar, veuve de Léopold, mère du précédent, princesse de Commercy.
- Stanislas Leszczynski, (1744 - 1766), duc de Lorraine et de Bar, beau-père de Louis XV.

Seigneurs de Château-Bas à partir de 1326 :
- Jean IV comte de Sarrebruck-Commercy, (1326 - 1381), fils de Simon Ier de Sarrebruck-Commercy et petit-fils de Jean Ier de Sarrebruck-Commercy.
- Jeanne comtesse de Sarrebruck-Commercy, (1381), fille du précédent.
- Philippe Ier comte de Nassau-Weilburg et Nassau-Sarrebruck, (1381 - 1429), fils de Jeanne.
- Jean II comte de Nassau-Sarrebruck, (1429 - 1444), fils du précédent.
- Louis de Pont-à-Mousson, (1444 - 1445).
- René Ier d'Anjou, (1445 - 1472), père du précédent, duc de Lorraine et de Bar.
- Nicolas de Monfort, (1472 - 1478), conseiller et chambellan de René II de Lorraine.
- René II de Lorraine, (1478 - 1487), duc de Lorraine et de Bar, petit-fils maternel de René II.
- Gérard d'Avillers, (1487 - 1526), grand-écuyer de René II de Lorraine.
- Antoine de Lorraine, (1526 - 1530), duc de Lorraine et de Bar, fils de René II.
- Jacques de Larban, (1530 - 1542), seigneur de Beauvoisin
- Jean d'Urre, (1542 - 1570), gendre du précédent.
- Charles d'Urre, (1570 - 1629), fils du précédent.
- Jean des Armoises, seigneur de Jaulny, (1629 - 1663), gendre du précédent.
- Louis des Armoises, (1663 - 1696), fils du précédent.
- Pierre-Louis-Joseph des Armoises, (1696 - 1722), fils du précédent.
- Léopold Ier de Lorraine, (1722 ; 1723 - 1729), duc de Lorraine et de Bar, petit-cousin du suivant.
- Charles-Henri de Lorraine, (1722 - 1723), prince de Vaudémont et de Commercy, fils de Charles IV
- François III Etienne de Lorraine, (1729 - 1737), fils de Léopold, fils de la suivante
- Élisabeth-Charlotte d'Orléans, (1729 - 1744), ancienne duchesse de Lorraine et de Bar, veuve de Léopold, princesse de Commercy.
- Stanislas Leszczynski, (1744 - 1766), duc de Lorraine et de Bar, beau-père de Louis XV.